# Aloe rubroviolacea
Aloe rubroviolacea é uma espécie de liliopsida do gênero Aloe, pertencente à família Asphodelaceae.